# Cmentarz żydowski w Pakości
Cmentarz żydowski w Pakości – kirkut założony w XIX wieku. Położony był przy ulicy Mogileńskiej, miał powierzchnię 0,1106 ha, obecnie jest to teren prywatnych posesji (zabudowany przez dwa domy jednorodzinne). Wpisany do ewidencji zabytków wojewódzkiego konserwatora zabytków. Cmentarz nierestytucyjny.